# Leercurve (productie)
In een Leercurve of Inleercurve is in de economie de prijs van een product uitgezet tegen het aantal geproduceerde eenheden. Het idee hierachter is dat fabrikanten naarmate ze meer geproduceerd ze meer geleerd hebben hoe ze het product goedkoop kunnen produceren. De term dekt niet geheel de lading, omdat de prijsdaling natuurlijk ook het gevolg is van schaalvoordelen en tussentijdse productverbeteringen. Een voorbeeld van een leercurve is de Wet van Swanson voor zonnepanelen.
Het leercurve-effect is al voor de Tweede Wereldoorlog ontdekt in de Amerikaanse vliegtuigindustrie. De theorie stelt dat elke verdubbeling van de productie leidt tot een daling van de kosten van een eenheid van het product met een vast percentage.
Wiskundig ziet dit er als volgt uit:
{\displaystyle K(n)=a\cdot n^{bn}}
waarbij: K(n) de kosten van het n-de product, a een positieve constante, b een negatieve constante is. 
De waardes van de constante parameters a en b kunnen alleen empirisch bepaald worden en verschillen per soort product.
Ervaringswaarden
- Viegtuigbouw & Scheepsbouw 80-85%
- Machinebouw 75-85%
- Repeterende handelingen 90-95%
- Inkoopdelen 85-88%

Let op dit zijn indicaties.
Een voorbeeld van een leercurve.

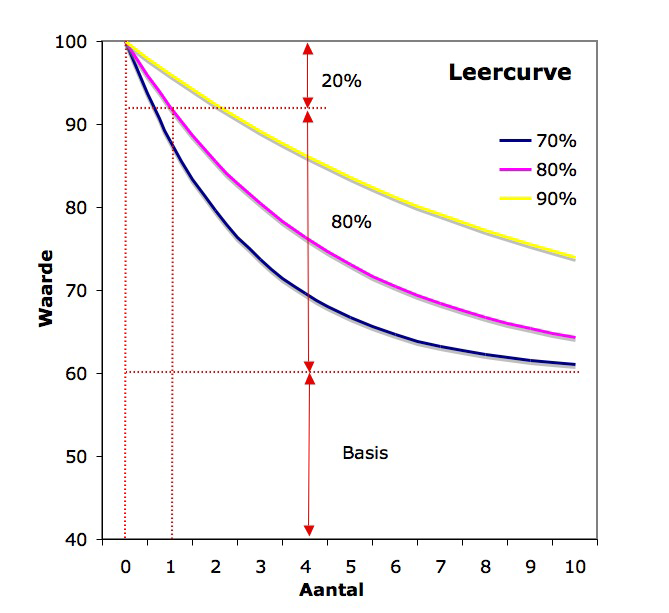
Voorbeeld van een leercurve. n=10 a(Basis)= 60

Bij een 80% curve zal na elke volgende keer 20% minder waarde benodigd zijn.  Dit is in de figuur weergegeven.